# دیملر ساورین
دیملر ساورین (Daimler Sovereign) خودرویی است محصول شرکت انگلیسی جگوار که بین سال‌های ۱۹۶۶ تا ۱۹۸۳ میلادی بنام دایملر تولید می‌شد.
این خودرو در کلاس خودرو لوکس قرار گرفته و طراحی آن خودروهای موتور جلو-محور عقب بوده وزن آن در حالت طبیعی ۳٬۴۵۵ پوند (۱٬۵۶۷ کیلوگرم) است. سیستم جعبه‌دندهٔ آن به صورت خودکار است.